# エリザベス・エレノア・フィールド
エリザベス・エレノア・フィールド（英語：Elizabeth Eleanor Field）は、イギリスの化学者である。
ロイヤル・ホロウェイの化学部長を務めた他、女性にロンドン化学会のフェローの表彰を与えることを目的とした1904年の請願の19の署名者の1人として知られる。

## 教育
1887年にケンブリッジのニューナム・カレッジを卒業し、1889年から1890年まで化学のアシスタントデモンストレーターとして働いた。1891年から1893年までは、マシュー・モンクリフ・パティソン・ミュアの下で研究をした。

## キャリア

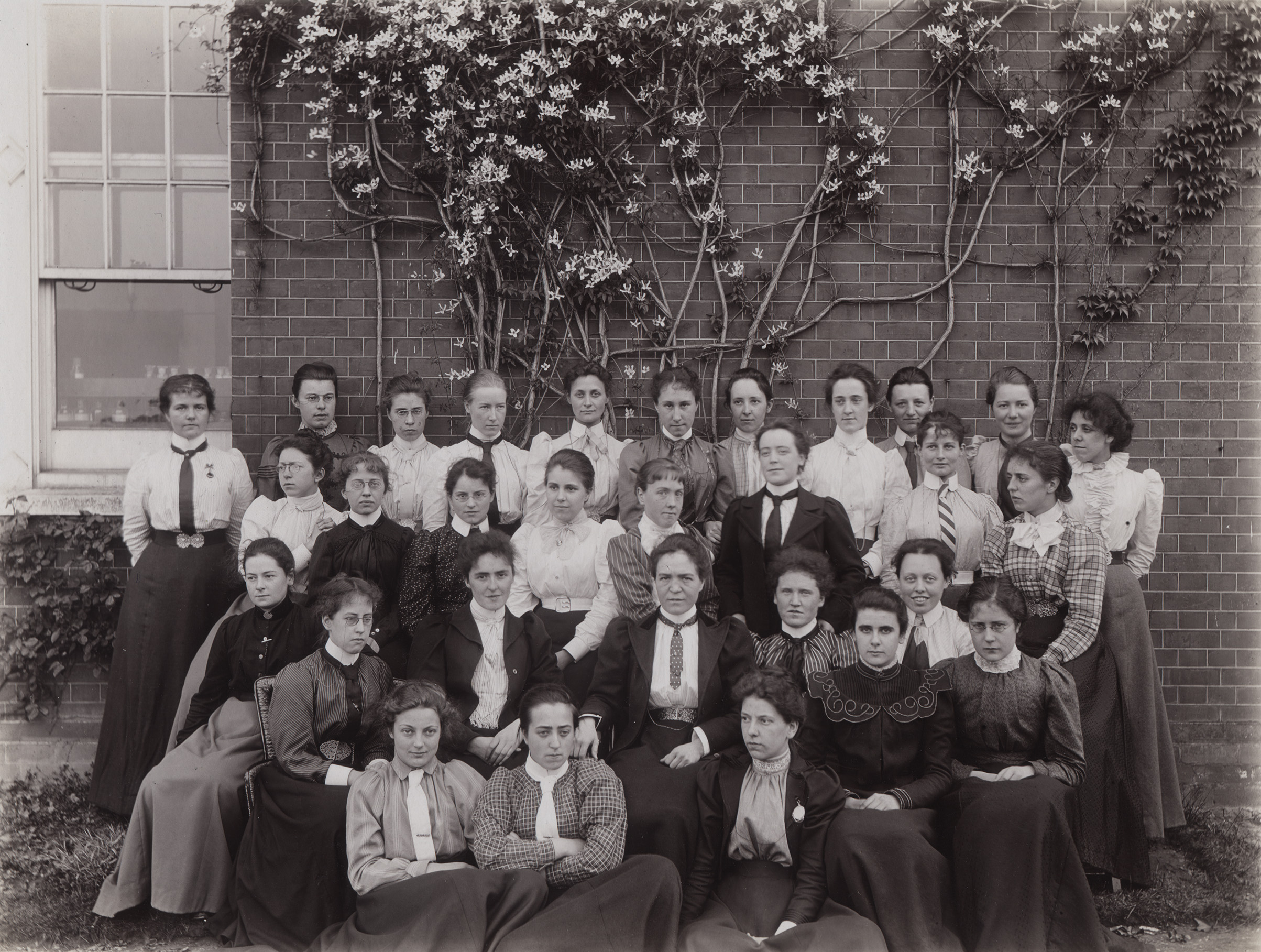
ロンドン大学ロイヤル・ホロウェイの化学教員と学生（1899年頃）

ケンブリッジを離れた後、1893年から1895年までリバプール女子大学でアシスタントミストレス（教師）として働いた。その後は、ロイヤル・ホロウェイで講師と化学の責任者を1913年まで19年間務めた。

## 1904年の請願
ロイヤル・ホロウェイの女性学部長には上級講師の称号が与えられていた一方、男性の学部長には教授の称号が与えられていた。
1904年、フィールドは他の18人のイギリスの女性化学者と共に、ロンドン化学会に対して、男性と同様にフェローの表彰を与えられるべき理由を説明する請願書に署名した。請願は最終的に、女性を化学会のフェローとして認めることに繋がった。ロンドン化学会は、現在の王立化学会として新設合併した学会の1つである。
ミルドレッド・メイ・ゴッストリングは、1904年の請願署名者の1人であり、1897年にロイヤル・ホロウェイで学位を取得していることから、フィールドに教えられたことが明らかである。